# 泰莫圖省
泰莫圖省（Temotu Province）是所羅門群島最東的一個省，主島為聖克魯斯群島（三大島分別為恩德島、瓦尼科羅島、烏圖普阿島、蒂納庫拉島），其他島嶼包括達夫群島、阿努塔島、法塔卡島、蒂科皮亞島等。面積895平方公里，2009年人口21,362人。首府拉塔。